# Mbockemlung
Mbockemlung  (ou Mbockelung) est une localité du Cameroun située dans la commune d'Oku (Elak-Oku) et le département du Bui.

## Population
Lors du recensement de 2005, on a dénombré 241 personnes : soit 123 femmes et 118 hommes.